# 職能治療師
，是指擁有職能治療專業技術，並領有職能治療師證照者。職能治療師藉著使用「有目的性的活動」來治療或協助生理、心理、發展障礙或社會功能上有障礙及需要的人，使他們能獲得最大的生活獨立性。除了在醫院、診所，如：復健科、精神科、骨科、外科、神經內科等提供民眾治療外，職能治療所、社區精神復健機構、社區據點、長照機構、特殊教育學校、一般公司行號的職業安全衛生單位等亦可見職能治療師服務。

## 業務
- 粗分四大類，生理障礙職能治療、小兒職能治療、心理障礙職能治療、社區職能治療，但近年來各種複合形式及次分類亦越來越多，包括有早期療育與特教服務、社區精神復健、職業重建與輔具/無障礙環境改造、長期照護、居家服務、高齡駕駛、職業安全衛生...等。
- 工作方式，除了直接服務之外，亦有採取諮詢方式的間接服務，或像是輔具製作及評估、身心障礙鑑定、長照失能評估、無障礙環境改造、工作強化中心等。
- 工作環境：

職能治療師主要提供服務的機構有：
- 醫療院所：醫院體系的復健科、骨科、外科、神經科及精神科、療養院體系的病房(急性、慢性或稱復健病房)、日間病房、門診、身心障礙鑑定、燒燙傷中心、癌症病房、精神復健機構(包括社區復健中心、康復之家)、護理之家，直接進行服務。
- 學校：特殊教育學校或一般學校的特殊教育服務，在學校的從業人員有時會被稱作學校系統職能治療師或學校巡迴職能治療師。
- 機構：庇護性及支持性工作場所、職業訓練中心、老人養護或安養機構、居家服務、早期療育機構、兒童發展中心、勒戒機構等，目前專業仍未普及，部分機構難以負擔職能治療師的人力成本，仍在修法努力中。
- 治療所：即職能治療所，乃開業治療師。
- 其它：如輔具公司、相關基金會及學、協會、健康產業相關的工作室...等。

## 資格取得

### 台灣
要成為職能治療師，需是五專職能治療科或大學職能治療系，或國外學歷受承認學校職能治療相關科系畢業，且畢業前經過一定時間的實習，最後經過國家考試合格後，取得職能治療師證書。
職能治療師專技高考之科目為：
- 解剖學與生理學
- 職能治療學概論（包括職能治療之歷史、哲學、角色與功能、理論基礎、倫理與規範、行政管理）
- 生理障礙職能治療學
- 心理障礙職能治療學
- 小兒職能治療學
- 職能治療技術學（包括職能治療之評估方法與技術、活動分析與應用、治療方法與技術）

### 日本
根據《理學療法士及作業療法士法》，要成為作業療法士，即中文所稱之職業治療師，需要在指定養成設施如大學、短大或專門學校完成相關學科的至少3年制課程，並通過國家考試，方得登錄成為作業療法士。

### 韓國
要成為職業治療師，可以選擇完成3年制的職業治療專門學士（相當於副學士）學位課程或4年制學士學位課程，又或是同類學科的碩士學位課程，然後參加醫療人員資格考試，通過後方可向保健福祉部申領執照。

### 美國
要成為美國的職業治療師，需要合乎以下條件：
- 完成由職業治療師教育認證委員會（ACOTE）認可的碩士或博士課程 [1]
- 完成指定時間的實習
- 通過由全國職業治療師認證局（NBCOT）舉辦的考試 [2]
- 符合所在州份簽發執照的法定條件，並申領執照

### 英國
全國共有約40所大學提供經健康照護專業委員會（HCPC）認可之3至4年制職業治療學士學位課程或2年制碩士學位課程。學生畢業後，可直接向該委員會申請註冊。

### 澳洲
完成認可的4年制職業治療學士學位課程或2年制相應學科碩士課程，然後向澳洲職業治療師管理局（OTBA）申請註冊。

### 新西蘭
完成認可的3年制職業治療學士學位課程，然後向新西蘭職業治療師管理局（OTBNZ）申請註冊。

### 加拿大
加拿大的職業治療師在全國大部份地域是受規管職業（西北地區、育空地區和努納福特地區除外）。一般來說，完成包含1000小時實習的二年制職業治療碩士學位是必須的，然後通過全國性的資格考試（魁北克省除外），方可向所在地域的監管機構申請註冊執業。

### 香港
入讀香港理工大學及東華學院職業治療榮譽理學士學位課程的學生，可在畢業後直接註冊成為職業治療師。理大前身香港理工學院的醫療服務學院從1978年起開辦職業治療學及物理治療學高級文憑課程，1981年提升為專業文憑課程，1991年列入理學士學位課程。東華學院於2010年成立，當中的職業治療榮譽理學士學位課程屬自資課程，並於2017年中獲專業認可。
另外，海外院校畢業的申請人亦可根據《輔助醫療業條例》作出申請。申請者需要修畢世界職業治療師聯合會認可的課程，並完成至少1 000小時的臨牀培訓。此外，申請者須在IELTS中考獲6.5分，每個分項最少取得6分。另外，需要在香港，由註冊職業治療師的監督下，完成指定時間的實務經驗，並要證明已經在相關司法管轄區註冊。

### 新加坡
完成經輔助醫療專業理事會（AHPC）認證本國（南洋理工學院或新加坡理工大學）或海外課程。不在認證之列的課程之畢業生，需要先通過資格考試。上述人士得到本國機構的聘書後，可得到有條件註冊。在完成至少一年實務經驗後，方可正式註冊。

## 養成教育

### 台灣
目前在臺灣職能治療的學位取得，最主要是由大學院校的職能治療學系來授與，目前國立臺灣大學、國立成功大學、中山醫學大學、長庚大學、高雄醫學大學、輔仁大學、義守大學，亞洲大學，有開設職能治療學系；此外，亦有仁德醫護管理專科學校及樹人醫護管理專科學校，提供職能治療副學士學位之取得。另外，國立臺灣大學與國立成功大學於民國91年成立碩士班，同年，長庚大學成立臨床行為科學研究所「行為科學與職能治療組」碩士班，次年，高雄醫學大學行為科學研究所新設立「職能行為組」，民國98年中山醫學大學開始招收碩士班研究生；國立成功大學於民國91年成立健康照護科學研究所「職能治療組」博士班，國立台灣大學則於民國96年設立職能治療博士班。
| 校系                                           | 正式招生 | 理學副學士 | 理學學士 | 理學碩士 | 哲學博士 |
| ---------------------------------------------- | -------- | ---------- | -------- | -------- | -------- |
| 樹人醫護管理專科學校 職能治療科（五專）        | 1980     | ✔          | －       | －       | －       |
| 仁德醫護管理專科學校 復健科 職能治療組（五專） | 1980     | ✔          | －       | －       | －       |
| 國立臺灣大學 職能治療學系                      | 1970     | －         | ✔        | ✔        | ✔        |
| 國立成功大學 職能治療學系                      | 1990     | －         | ✔        | ✔        | －       |
| 國立成功大學 健康照護科學研究所 職能治療組     | 2003     | －         | －       | －       | ✔        |
| 輔仁大學 職能治療學系                          | 2004     | －         | ✔        | －       | －       |
| 長庚大學 職能治療學系                          | 1994     | －         | ✔        | ✔        | －       |
| 義守大學 職能治療學系                          | 2003     | －         | ✔        | －       | －       |
| 高雄醫學大學 職能治療學系                      | 1988     | －         | ✔        | ✔        | －       |
| 中山醫學大學 職能治療學系                      | 1988     | －         | ✔        | ✔        | －       |
| 亞洲大學 職能治療學系                          | 2016     | －         | ✔        | －       | －       |

備註：
- 哲學博士 (Doctor of Philosophy, Ph.D)：頒授給職能治療領域之研究所博士班畢業生

## 法律地位

### 台灣
- 目前職能治療師的工作規範，有職能治療師法[6]、職能治療師法施行細則[7]、職能治療所設置標準[8]及醫事人員執業登記及繼續教育辦法[9]、醫療機構設置標準[10]、精神復健機構設置及管理辦法[11]、具有多重醫事人員資格者執業管理辦法[12]、勞工健康保護規則[13]等法規明文規定。

## 職能治療師節
- 世界職能治療師節為10月27日。
- 2017年台灣衛生福利部核備每年10月27日為職能治療師節[14][15]。

## 相關電視劇
- 2018年韓國tvN電視台《致忘了詩的你》：以物理治療師為主要角度切入，亦提及與職能治療師等專業醫療人員的互動。